# Runaway (The Corrs-sang)
"Runaway" er debutsinglen for det irske familieband The Corrs. Den blev udgivet i september 1995 og havde en middelmådig succes bortset fra i Irland og Australien, hvor den opnåede #10. På UK Singles Chart nåede den #49.

## Baggrund og komposition
Sangen er skrevet af Andrea Corr. Andrea har udtalt, at hun var pinligt berørt, første gang hun sang den for sine forældre, fordi den indeholder linjen "make love to me through the night" ("elsk med mig gennem natten". Hun bemærkede, at hun vidste, at hendes mor ville tænke "where did she learn that?!" ("hvor lærte hun det?!").
Sangen har en diskret ændring i toneart. Den er skrevet i F-dur, men mod slutningen løftes kvarten fra b til h, så tonearten skifter til lydisk. Rytmisk sker der en lignende ændring for trommerne, som først spiller langsomt i 6/8. Mod slutningen spiller lilletrommen 2-eh og 5-eh, hvilket øger det til dobbelt tempo.

## Spor
| Nr. | Titel                  | Længde |
| --- | ---------------------- | ------ |
| 1.  | "Runaway" (radio edit) | 3:47   |
| 2.  | "Runaway"              | 4:24   |
| 3.  | "Leave Me Alone"       | 3:40   |

Den amerikanske version indeholder en kort smagsprøve på det senere album Forgiven, Not Forgotten.

## Musikvideo
Musikvideoen til "Runaway" (1995) blev filmet i Dublin bl.a. i Phoenix Park. Videoen er hovedsageligt filmet i sort-hvid med glimt af farver i visse scener.
Videoen fælger bandet mens de synger og optræder på flere steder, hvilket inkluderer en skov og en perron på en jernbanestation. Videoen begynder med Andrea på et tog, der kigger ud af vinduet og synger, og den ender med, at hun stiger af toget og løber mod kameraet.

## Hitlister og certificeringer
| Hitliste (1995-96)            | Højeste placering |
| ----------------------------- | ----------------- |
| Australian ARIA Singles Chart | 10                |
| Canadian Adult Contemporary   | 2                 |
| Canadian RPM Top 100 Singles  | 25                |
| German Singles Chart          | 89                |
| Irish Singles Chart           | 10                |
| New Zealand Singles Chart     | 48                |
| UK Singles Chart              | 49                |
| US Adult Contemporary         | 20                |
| US Billboard Hot 100          | 68                |

| Land           | Certificering | Salg     |
| -------------- | ------------- | -------- |
| Storbritannien | Sølv          | 200,000+ |

## Remix version
"Runaway" blev genudgivet i 1999 i et remix af Tin Tin Out. Denne gang nåede den #2 på UK Singles Chart, efter Britney Spears' debutsingle "...Baby One More Time".

### Spor
| Nr. | Titel                                        | Længde |
| --- | -------------------------------------------- | ------ |
| 1.  | "Runaway" (Tin Tin Out remix) (radio edit)   | 4:03   |
| 2.  | "Runaway"                                    | 4:25   |
| 3.  | "What Can I Do?" (bonus track) (Mangini Mix) | 4:02   |

### Musikvideo
Dani Jacob's fjerde The Corrs video er, i lighed med "Love to Love You", sammensat af backstageoptagelser og koncerter; denne gang fra en mindre koncert i Manchester Evening News Arena d. 1. februar 1999. Den inkluderer også få scener af bandet i studiet med Tin Tin Out, hvor de arbejder med på den remixede version af sangen.

### Hitlister
| Hitliste         | Højeste plæring |
| ---------------- | --------------- |
| UK Singles Chart | 2               |
| MTV Asia Hitlist | 1               |